# Павел (комит)
Павел (лат. Paulus; погиб в 469 или 470, Анже) — западно-римский военачальник, на рубеже 460—470-х годов воевавший против вестготов и саксов.

## Биография

### Исторические источники
Основным источником о Павле является труд автора второй половины VI века Григория Турского «История франков». Предполагается, что сведения о событиях в Суасонской области в 460—470-х годах историк мог почерпнуть из несохранившихся «Анналов Анже» (лат. Annales Andecaves). Вероятно, что свидетельства о Павле в других раннесредневековых сочинениях франкского происхождения (например, в «Книге истории франков» и хрониках Фредегара и Аймоина из Флёри) с большой долей вероятности основаны на данных, извлечённых из работы Григория Турского.
О событиях в Римской Галлии того времени сообщается также в некоторых других нарративных источниках: в том числе, в труде «О происхождении и деяниях гетов» Иордана, «Хронике» Иоанна Антиохийского и письмах Сидония Аполлинария. Действия вестготов в Римской Испании в 460-х годах освещаются в «Хронике» Идация, «Галльской хронике 511 года», в «Истории готов, вандалов и свевов» Исидора Севильского и «Римской истории» Павла Диакона.

### Должностные полномочия Павла
Согласно историческим источникам, Павел был комитом (лат. comes), полномочия которого распространялась на долину реки Луара. Деятельность Павла относится к 469—470 годам и связана с отражением вторжений вестготов и саксов на управлявшиеся им территории.
Среди историков преобладает точка зрения, согласно которой Павел занимал одну из важнейших должностей в Римской Галлии. В подтверждение этого мнения приводятся данные одной из франкских поэм, написанной, возможно, в начале VI века. В ней Павел, наряду с Флавием Аэцием, Эгидием и Сиагрием, назван правителем римских областей Северной Галлии. Возможно, что после смерти скончавшегося в 464 или 465 году Эгидия он стал правителем Суасонской области: или как единоличный властитель, или как опекун ещё малолетнего Сиагрия, сына Эгидия. В хрониках Павел наделён должностью комита, но, возможно, что он был назначен императором Прокопием Антемием магистром армии Галльского диоцеза, и именно в этом качестве вёл военные действия против вестготов. В любом случае, по мнению этой части современных исследователей, под властью Павла находилась бо́льшая часть земель Римской Галлии к северу от Луары.
Однако также высказывается предположение, что комита Павла следует считать не военачальником, власть которого распространялась на значительную территорию Римской Галлии, а лишь городским комитом (лат. comes civitatis) Анже. По ещё одному мнению, не римских правителей Суасонской области, а короля франков Хильдерика I следует считать реальным правителем территорий севернее Луары. Согласно этой теории, франкский монарх управлял этими землями или от имени последних римским императоров, или как самовластный владетель, а Павел был только одним из его военачальников.

### Военные действия против вестготов
О ранних годах жизни Павла сведений в античных и средневековых исторических источниках не сохранилось. Первое упоминание о Павле датируется 469 годом. В то время вестготы короля Эйриха нанесли в сражении при Деоле поражение союзному римлянам войску бриттов под командованием Риотама. Пытаясь развить успех, вестготы разбили охранявшие переправы на Луаре отряды римских федератов и, переправившись через реку, вторглись в Суасонскую область. Однако они были разбиты в битве римским войском комита Павла, состоявшим из галло-римлян и франков короля Хильдерика I. По свидетельству Иоанна Антиохийского, союзниками Павла также были жившие вблизи Луары аланы и бургунды. Каких-либо подробностей о сражении в трудах этих авторов не сообщается. Только Григорий Турский упоминал, что в этом походе римляне захватили у вестготов богатую добычу.
Анализируя эти свидетельства, большинство современных историков именно комита Павла считает командующим римским войском, отразившим нападение вестготов на территории в долине Луары. Благодаря действиям этого военачальника, римлянам удалось сохранить контроль над городами Тур и Бурж и воспрепятствовать распространению вестготских завоеваний на Северную Галлию. По предположению Х. Вольфрама, военные действия Павла против Эйриха были частью плана императора Прокопия Антемия, намеревавшегося организовать широкомасштабное наступление на вестготов. На основании свидетельства Идация о прибывшем тогда же ко двору римского императора посольстве свевского короля Ремисмунда предполагается, что одновременно с галло-римлянами в Галлии на вестготов в Испании должны были напасть также свевы и иберо-римляне. По мнению других авторов, действия Павла никак не координировались с действиями императора Прокопия Антемия, и создание антивестготской коалиции было исключительно личной заслугой этого военачальника. Как бы то ни было, несмотря на успех в долине Луары, римляне так и не смогли предотвратить захват войском Эйриха территорий в Южной Галлии и Испании.

### Военные действия против саксов

Галлия в 481 году

Вскоре после победы над вестготами Павел был вынужден отражать вторжение саксов, которые уже несколько лет разоряли долину реки Луара. В 469 или 470 году саксы во главе со своим вождём Одоакром напали на город Анже. Дальнейшие события Григорий Турский описал так: «Когда же Одоакр пришёл в Анже, то туда на следующий день подошёл король Хильдерик и, после того как был убит Павел, захватил город». Историк также упомянул, что в тот же день от сильного пожара в Анже сгорела резиденция местного епископа. В «Книге истории франков» и труде Фредегара утверждается, что франки Хильдерика I одержали победу над саксами без помощи римлян, и что после победы король убил Павла и захватил Анже. Война между саксами и римлянами продолжалась ещё некоторое время. Во время этих военных действий саксы были разбиты и понесли тяжёлые потери, а «их острова были захвачены и опустошены франками, при этом погибло много народа».
Среди современных историков нет единого мнения и о том, кем был Одоакр (лат. Adovacrius), с которым Павел сражался около Анже. Одни исследователей отождествляют этого Одоакра с одноимённым королём Италии; другие считают его тёзкой итальянского монарха, одним из многочисленных тогда военных вождей варваров-германцев.
Возможно, что Анже попал под власть саксов Одоакра вскоре после сражения при Орлеане 463 года. Из лагеря, находившегося на одном из островов (или на Луаре между Анже и Сомюром, или в устье этой реки), войско Одоакра совершало нападения на окрестные селения, грабя местных жителей или получая от них заложников. Предполагается, что Одоакр в то время действовал как союзник вестготов.
Среди других обсуждаемых историками вопросов, связанных с Павлом — обстоятельства его гибели и взаимоотношения с Хильдериком I. Большинство историков считает, что Павел пал на поле боя, сражаясь с саксами Одоакра, и что король франков в этой битве был союзником римского военачальника. Впоследствии Хильдерик I отомстил саксам за гибель Павла, разгромив их войско. Предполагается, что именно за проявленную верность король франков впоследствии получил от одного из последних римских императоров должность дукса провинции Белгика Вторая, о чём упоминается в написанном в конце 490-х годов послании епископа Ремигия Реймсского королю Хлодвигу I.
Однако также существует мнение, представляющее Хильдерика I не союзником, а врагом римских правителей Северной Галлии: Эгидия, Павла и Сиагрия. В средневековой агиографической литературе (например, в житии Женевьевы Парижской) сообщается, что ещё в конце правления Эгидия отношения между римлянами и франками обострились из-за попыток Хильдерика I установить свою власть над восточными территориями Суасонской области. Предполагается, что при Павле антагонизм между галло-римлянами и франками значительно усилился. В результате Хильдерик I мог воспользоваться ситуацией и убить Павла с целью распространить свою власть на принадлежавшие тому владения. В подтверждение этого мнения приводятся данные из хроники Фредегара и «Книги истории франков», в которых сообщается, что римский военачальник был убит по приказу короля франков. Сторонники этой версии событий считают, что провинцию Белгику Вторую Хильдерик I мог получить в награду за устранение Павла, после победы над вестготами ставшего опасным для императорского двора в Равенне. Однако даже если Хильдерик I и организовал убийство Павла, он не смог распространить свою власть на всю Северную Галлию, и до 486 года Суасонской областью правил Сиагрий.